# Bačman
Bačman o Baçman (fl. 1229-1236) fue un jefe kipchak en el Bajo Volga. Perteneció al clan Olberlik. En 1229 luchó contra los invasores mongoles. Los kipchaks se rebelaron contra el dominio mongol. Möngke Kan capturó a los jefes kipchak Bačman y Qačir-üküle. Se le menciona en varias leyendas tártaros y algunos clanes nómadas reclaman ser sus descendientes. 